# Cmentarz ewangelicko-augsburski w Bydgoszczy

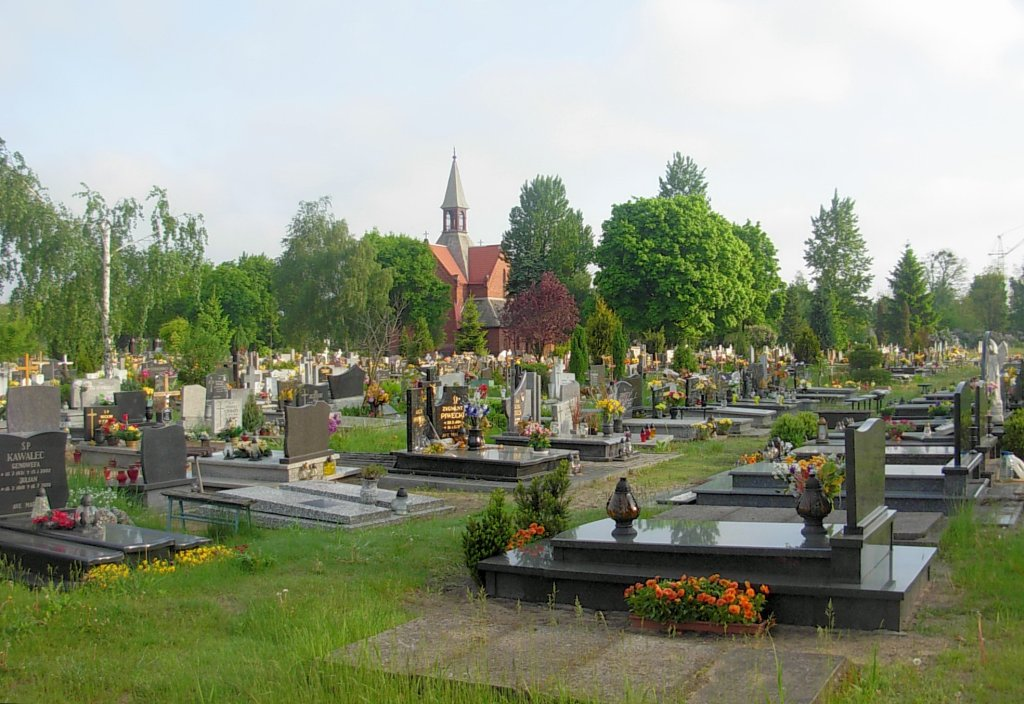
Cmentarz

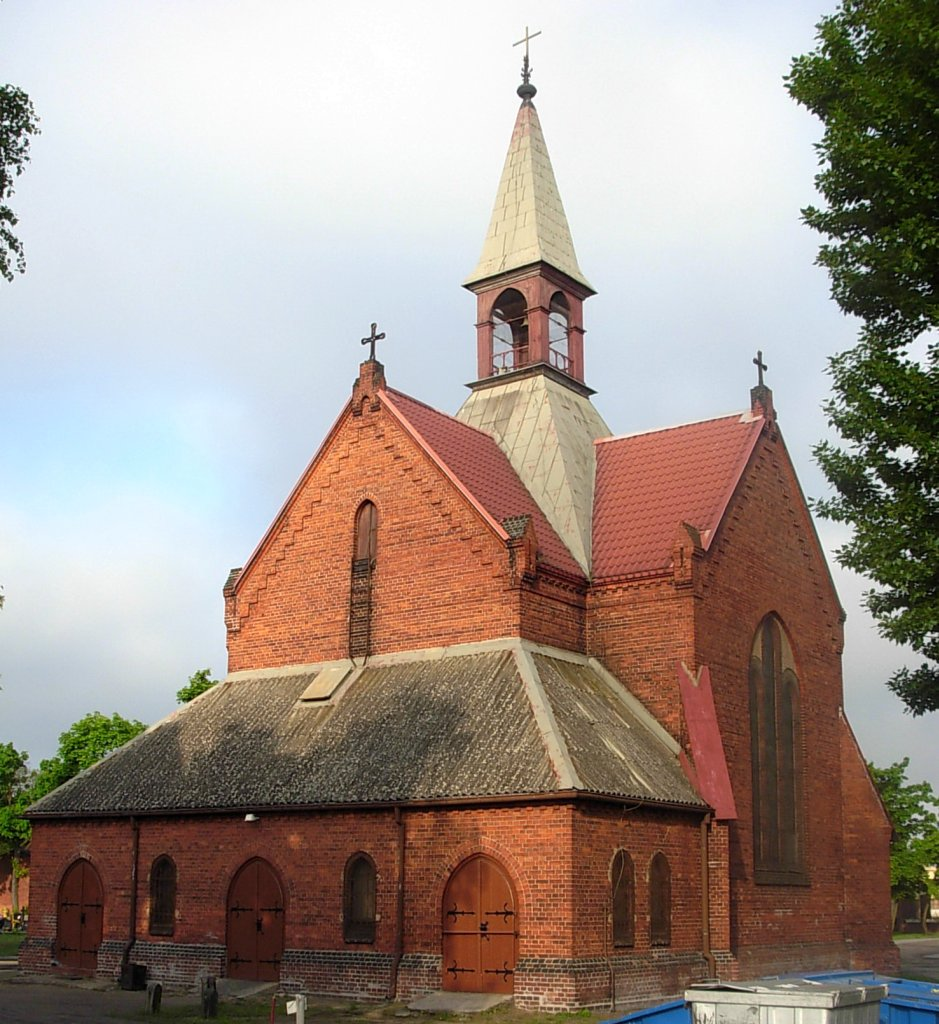
Zabytkowa kaplica

Cmentarz ewangelicko-augsburski w Bydgoszczy – jedyny czynny cmentarz ewangelicki w Bydgoszczy.

## Lokalizacja
Cmentarz znajduje się w północnej części Bydgoszczy, przy ul. Zaświat 6. Od południa przylega do niego katolicki cmentarz Nowofarny.

## Historia
Pierwszy cmentarz ewangelicki w Bydgoszczy powstał w 1778 r. przy ul. Jagiellońskiej i do czasu jego likwidacji w latach 1945-1953 (i przekształcenia w park Ludowy) był największym i najbardziej elitarnym z cmentarzy ewangelickich w mieście.
W XIX w. i w pierwszym dziesięcioleciu XX wieku, wraz ze wzrostem liczby parafii ewangelicko-unijnych w gminach podmiejskich, założono 12 cmentarzy ewangelickich. Księga adresowa Bydgoszczy z 1925 r. wymienia następujące cmentarze w poszczególnych osiedlach miasta:
- Jachcice – 1 cmentarz
- Wilczak – 2
- Małe Kapuściska - 1
- Okole-Czyżkówko – 1
- Szwederowo – 2
- Wielkie Bartodzieje – 1
- Bartodzieje Małe – 3
- Bielawy – 1

Na terenie administracyjnym Bydgoszczy, do końca okresu pruskiego (1920) znajdował się jeden cmentarz ewangelicki przy ul. Jagiellońskiej 33, zwany Starym. 
W 1906 r. powstał katolicki cmentarz Nowofarny na północnych rubieżach miasta. Cztery lata później miejska Ewangelicka Gmina Zjednoczona pozyskała teren przylegający od północy do tego cmentarza, zakładając ewangelicki cmentarz Nowy. Na jego terenie zbudowano neogotycką kaplicę i prowadzono pochówki równolegle z cmentarzem Starym przy ul. Jagiellońskiej.
W 1939 r. na terenie położonym przy ówczesnej ul. Północnej, pomiędzy cmentarzem a koszarami, Niemcy urządzili cmentarz honorowy dla Volksdeutschów, którzy zginęli 3 września 1939 r. podczas „bydgoskiej krwawej niedzieli”. W czasie wojny odbywały się tam uroczystości, m.in. składanie wieńców przy obecności prominentnych osobistości.
Po wyzwoleniu Bydgoszczy spod okupacji hitlerowskiej w 1945 roku, stary cmentarz został zamknięty, a polskiej parafii Ewangelicko-Augsburskiej (założonej w 1922 r.) przekazano cmentarz przy ul. Zaświat.
Na niego przeniesiono niewielką część zmarłych (22 pochówki) z cmentarza przy ul. Jagiellońskiej; pochowano ich na wydzielonej kwaterze z krzyżem i pamiątkową tablicą o treści „Braciom i siostrom w Jezusie Chrystusie, ekshumowanym z cmentarza staro-luterskiego w Bydgoszczy” z datą zakończenia ekshumacji (1955 r.). W trakcie likwidacji cmentarza przy ul. Jagiellońskiej przeniesiono tu szczątki m.in. dr. Hermanna Dietza i członków rodziny Blumwe, których nagrobki w 2018 poddano renowacji. W 2018 złożono tu także szczątki ok. 80 osób, wydobyte w 2017 w czasie prac przy remoncie Pałacu Młodzieży.
W 1994 r. cmentarz - wraz z istniejącymi na jego terenie kostnicą i kaplicą - został wpisany do rejestru zabytków i ponownie otwarty dla pochówków.

## Charakterystyka
Cmentarz posiada wymiary 140 x 190 m i powierzchnię 2,6 ha. Na jego terenie pochowanych jest ok. 4,5 tys. osób. W 1996 r. wykorzystanie cmentarza wynosiło 30%.
W centralnej części cmentarza znajduje się zabytkowa kaplica przedpogrzebowa.

## Zasłużeni
Niektóre osoby zasłużone dla Bydgoszczy i regionu pochowane na cmentarzu:
| Osoba                | Rok urodzenia | Rok śmierci | Uwagi |
| Tadeusz Nowakowski   | 1917          | 1996        | Pisarz, publicysta, reporter. Współpracował z paryską „Kulturą”, sekcją polską BBC w Londynie, w latach 1952-1992 pracował w Radiu Wolna Europa w Monachium. W jego powieściach są wątki bydgoskie, np. w „Obozie Wszystkich Świętych”. Towarzyszył papieżowi Janowi Pawłowi II w około 40. pielgrzymkach. Reportaże z tych pielgrzymek zebrał w tomach „Reporter Papieża” i „Kwiaty dla pielgrzyma”. Założyciel i pierwszy prezes Światowego Związku Bydgoszczan. Odznaczony Krzyżem Komandorskim z Gwiazdą Orderu Odrodzenia Polski (1993). Od 1994 r. Honorowy Obywatel Bydgoszczy. Na kamienicy, przy Starym Rynku 5 znajduje się tablica pamiątkowa. |
| Teresa Ciepły        | 1937          | 2006        | Lekkoatletka. Od 1960 r. w Bydgoszczy, gdzie związała się z klubem „Zawisza”. Najczęściej startowała w sprincie i w biegach przez płotki. Na olimpiadach w Rzymie i Tokio zdobyła 3 medale (złoty, srebrny i brązowy). Także medale zdobyła na mistrzostwach Europy (2 złote, 1 brązowy). 12-krotna mistrzyni Polski. Pobiła 18 rekordów kraju i świata. Od 1956 r. Honorowy Obywatel Bydgoszczy. |
| Olgierd Ciepły       | 1938          | 2007        | Lekkoatleta, młociarz. Olimpijczyk z Rzymu (1960 r. - IV m.), i Tokio (1964 r. - IV m.). Finalista Mistrzostw Europy w Belgradzie (1966 r. - IV m.). 7-krotny mistrz Polski. Po II wojnie światowej mieszkał we Wrocławiu, a od 1961 r. w Bydgoszczy. |
| Joanna Jonscher-Witt | 1902          | 1982        | Malarka. Prawdziwe imię Halina z domu Konopacka. W Bydgoszczy od 1926 r. Wysiedlona z mężem przez nazistów w 1939 r., powróciła do Bydgoszczy w 1945 r. i uczestniczyła aktywnie w życiu społeczno-kulturalnym miasta. Była współorganizatorem Towarzystwa Przyjaciół Sztuki i Teatru Promocji w Bydgoszczy. Odznaczona Krzyżem Kawalerskim Orderu Odrodzenia Polski. Jej obrazy znajdują się w zbiorach Galerii Miejskiej w Bydgoszczy. |
| Waldemar Preiss      | 1908          | 1973        | Wieloletni, zasłużony proboszcz parafii Ewangelicko-Augsburskiej w Bydgoszczy, więzień obozów koncentracyjnych Stutthof, Sachsenhausen i Dachau. |
| Tadeusz Narzyński    | 1933          | 2014        | Długoletni proboszcz parafii Ewangelicko-Augsburskiej w Bydgoszczy. |

## Galeria

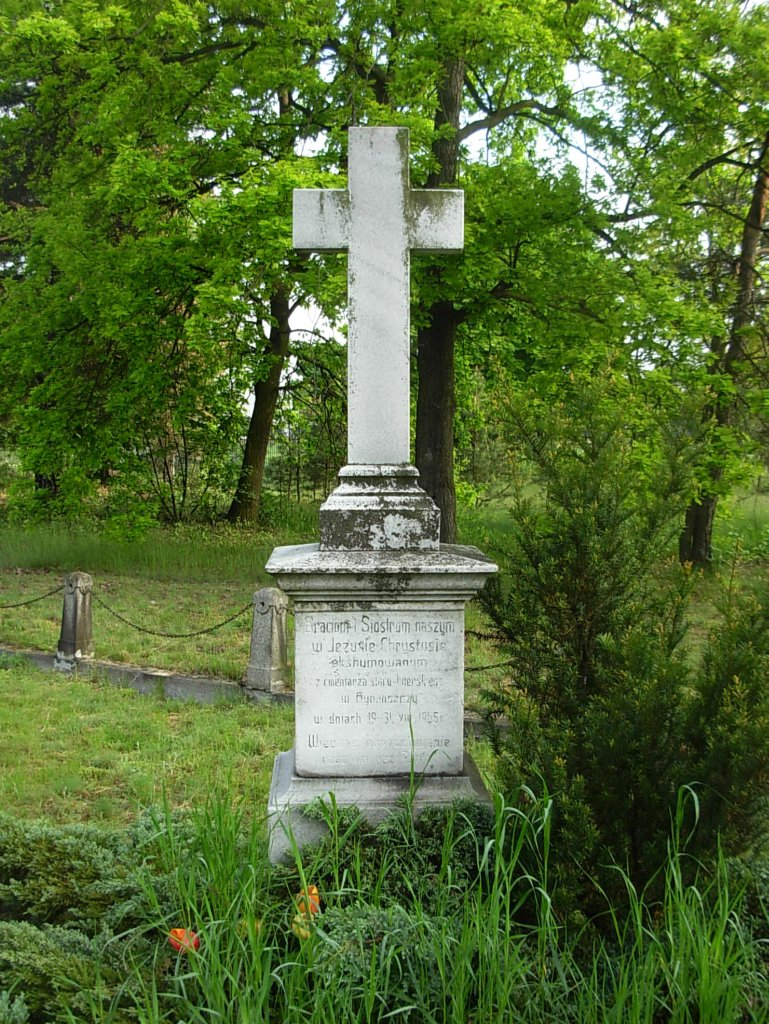
Nagrobek zmarłych ekshumowanych z cmentarza staroluterskiego
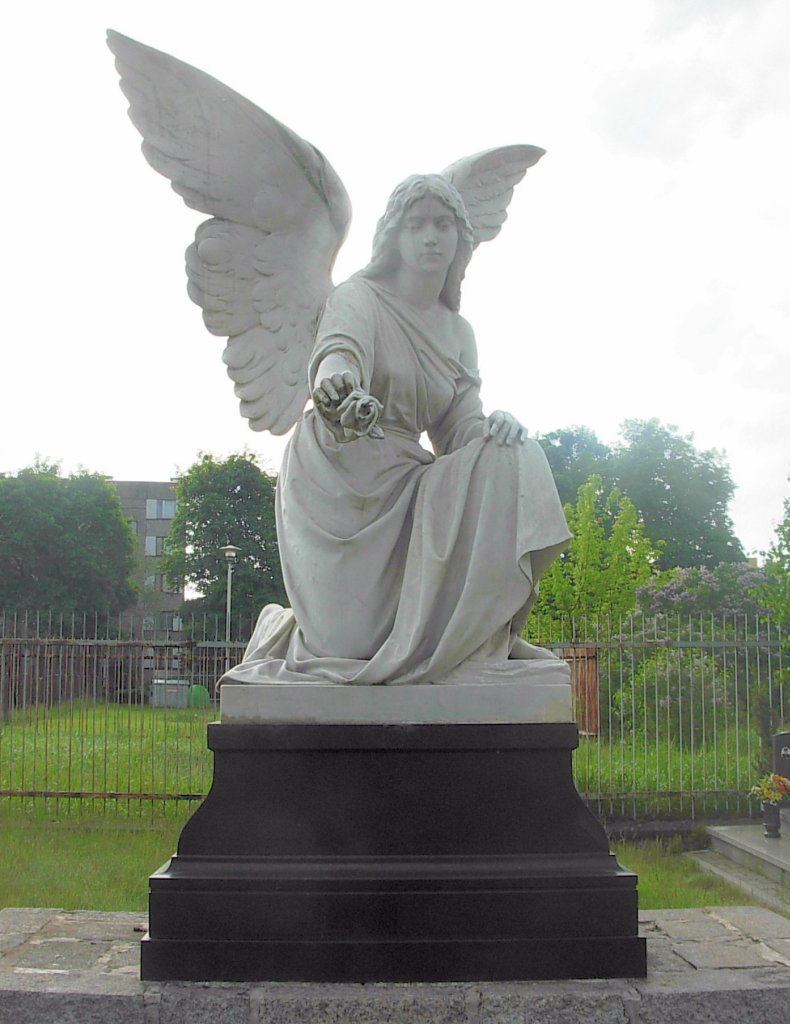
Okazała rzeźba
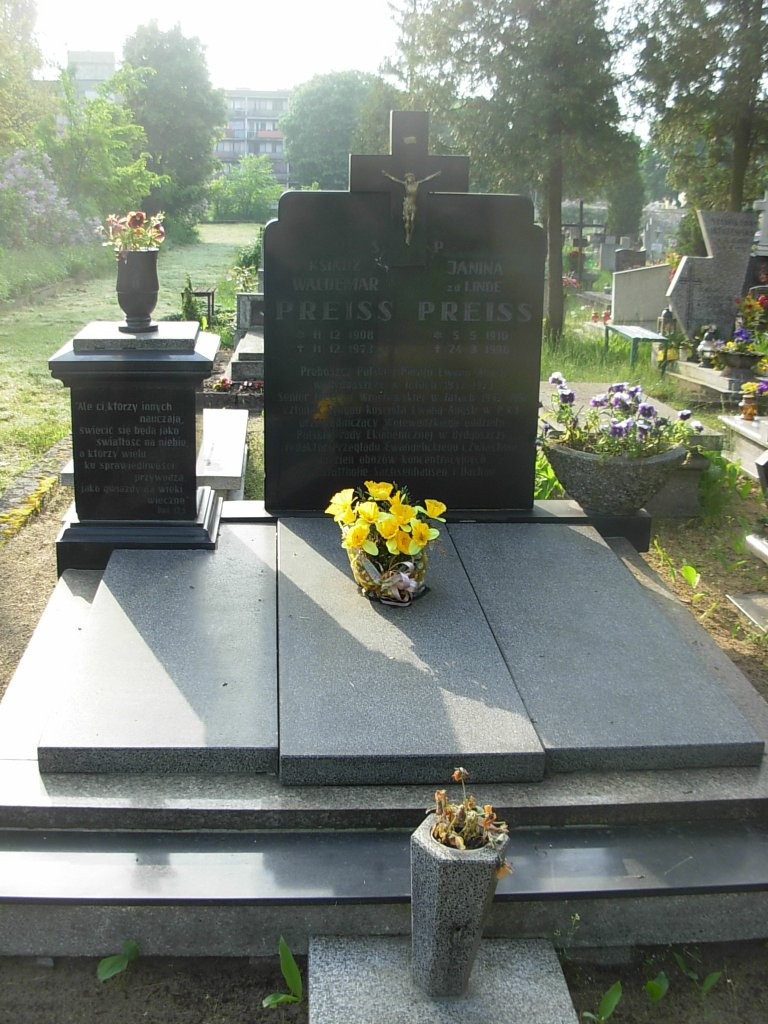
Grób ks Waldemara Preissa - długoletniego proboszcza parafii ewangelicko-augsburskiej w Bydgoszczy
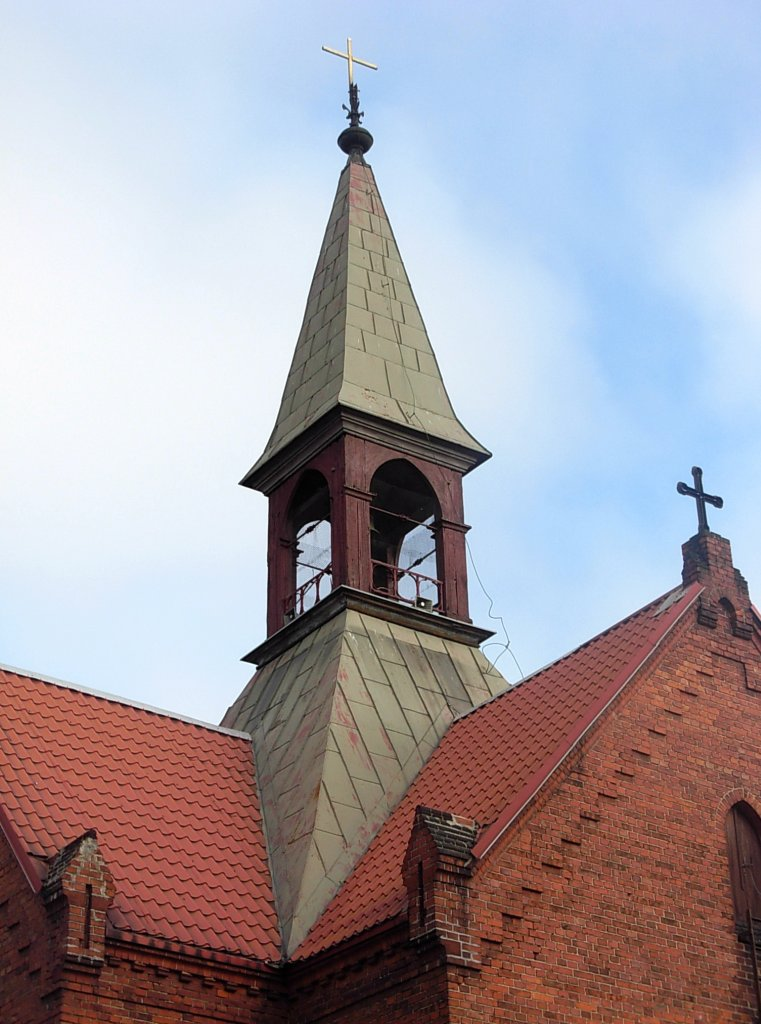
Wieża kaplicy
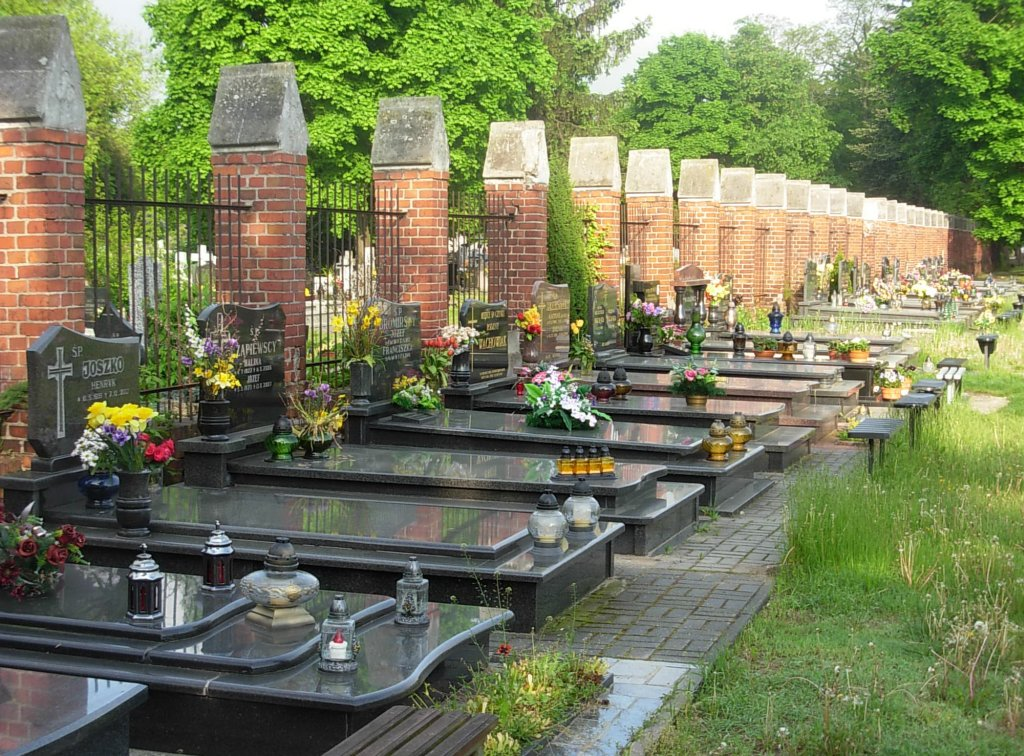
Nagrobki przy murze odgradzającym od cmentarza Nowofarnego
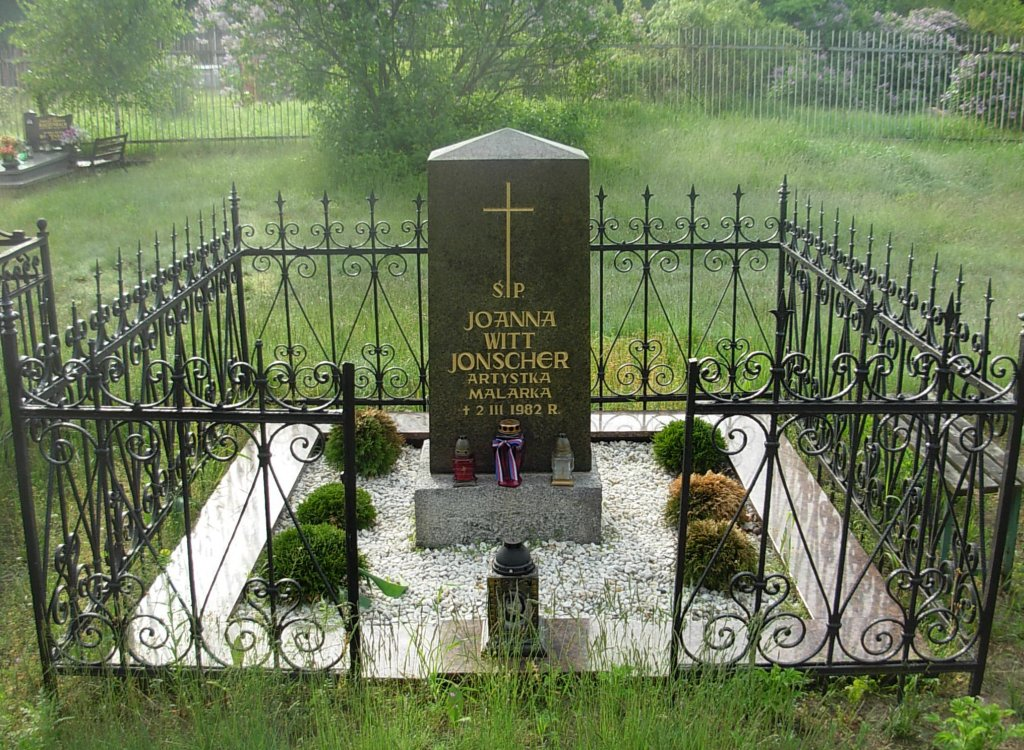
Nagrobek Joanny Witt-Jonscher